# 初音 (モデル)
初音（はつね、1993年1月9日 - ）は、日本の女性モデル、タレント。『Nicky』専属モデル、女性アイドルグループ「Chu-Z」の元メンバー。大分県出身。血液型はO型。所属は、エイジアプロモーション。

## 略歴
アメリカと日本のハーフ。2011年に大分県より上京し、Nicky専属モデルとして活動。2012年7月より12月26日までPaniCrew YOHEYプロデュース、Chu-Zの一員としても活動した。現在はモデル・タレントとして、舞台、雑誌、TV出演と、様々な方面で活躍中。BMW team Studie メインパートナーユニット SABONプロデュース「ミューズ」として、サーキットイベント出演中。

## 人物
- 小学生の頃より、舞台やCM出演と活動をしていた。
- アニメ等の二次元が趣味でオタクモデルとして、二次元に偏見のない世の中にしたいと精を出している。
- 『とっとこハム太郎』が好きで、愛称であるちゅね太郎はそこからきている。また、ねずみが好きらしくサインにねずみが入っていたり、「ちゅねずみ」という本人作成のキャラ、手の指でねずみのヒゲを作ったポーズもある。
- 初音ミクなどボーカロイドも趣味の一つだが、初音は偶然にも本名である。
- アイドルグループ・HKT48チームK IVの植木南央は、同じダンススクールに通っていた幼馴染である[1]。
- サバイバルゲームが趣味で、後述の雑誌・イベントにも出演した。その後同雑誌にて連載開始。

## 出演

### TV
- スーパーキッズダンスTV 準レギュラー
- ニコジョッキー ニコジョ学園2年B組 レギュラー
- Fashion TV
- 太鼓持ちの達人〜正しい××のほめ方〜
- ゲーム★マニアックス マックス★ガールズ 2015年4月4日 #72〜
- イケてる男と聞きたい女 VTR出演
- ざっくりハイタッチ 2015年4月19日
- 幸せ追求バラエティ 金曜日の聞きたい女たち VTR出演 2016年4月22日〜
- 今夜もドル箱V 2016年8月2日
- 紺野、今から踊るってよ 2016年8月4日
- 有田ジェネレーション 2016年9月19日
- 千年戦争アイギス 公式生放送 2017年7月5日

### ラジオ
- インターネットラジオ ソラトニワFM Harajuku Pancake Radio 〜Whip & Syrup〜 2016年7月28日

### 雑誌
- Nicky 専属モデル
- Betty
- PINUP
- CanCam
- egg
- bea's UP
- PEACE COMBAT Vol.12
- PEACE COMBAT内連載 「MIL♡NAVI 初音のミリタリーナビゲーション」Vol.14〜

### 舞台
- MOON SAGA -義経秘伝- 第二章（2014年8月8日 - 18日、明治座）ほか - 陽和 役[2][3]

### イベント
- PEACE COMBAT GAMES Vol.7(2016年4月29日 OPERATION FREEDOM)[4]

### ファッションショー
- 東京ガールズコレクション'13 A/W 2013年8月31日
- 東京ガールズコレクション'14 S/S 2014年3月1日
- 東京ガールズコレクション in福島 2014年4月29日

### 広告
- 東京ラスク
- AQUADOLL
- ata×Panasonicヘルスケア
- LOVESHOT
- SABON
- DAM

## 受賞歴
- 東京ガールズコレクション MissTGC2014 審査員特別賞